# 2354 Lavrov
2354 Lavrov este un asteroid din centura principală, descoperit pe 9 august 1978 de Liudmila Cernîh și Nikolai Cernîh.